# Олкушки окръг
Олкушки окръг (на полски: Powiat olkuski) е окръг в Южна Полша, Малополско войводство. Заема площ от 618,11 км2. Административен център е град Олкуш.

## География
Окръгът се намира в историческия регион Малополша. Разположен е в северозападната част на войводството.

## Население
Населението на окръга възлиза на 114 688 души (2012 г.). Гъстотата е 186 души/км2.

## Административно деление
Административно окръгът е разделен на 6 общини.
Градска община:
- Буковно

Градско-селски общини:
- Община Олкуш
- Община Волбром

Селски общини:
- Община Болеслав
- Община Ключе
- Община Тшичьонж

## Фотогалерия
- Буковно
- Болеслав
- Олкуш
- Волбром